# Liettres
Liettres é uma comuna francesa na região administrativa de Altos da França, no departamento de Pas-de-Calais. Estende-se por uma área de 3,07 km². Em 2010 a comuna tinha 336 habitantes (densidade: 109,4 hab./km²).